# Smittoidea albula
Smittoidea albula är en mossdjursart som beskrevs av Hayward och Taylor 1984. Smittoidea albula ingår i släktet Smittoidea och familjen Smittinidae. Inga underarter finns listade i Catalogue of Life.